# بسيسة الخروب
بسيسة الخروب هي أكلة من الثرات الفلسطيني القديم يعود موطنها إلى منطقة الجليل، حيث كانت الأكلة الأكثر انتشارا لدى الفلسطينيين الرحل والحجاج وحتى المسافريين بسبب سهولة صنعها، تصنع الأكلة بزيت الزيتون والسميد ودبس الخروب